# Antonio Trejo
Antonio Trejo Sánchez (San Nicolás de los Garza, 30 de diciembre de 1987) es un actor de televisión mexicano, conocido por sus apariciones en series como Paramédicos (2012), El César (2017), Enemigo íntimo (2020) y Hernán (2020).

## Filmografía
- Paramédicos (2012)
- Mi Adicción, Mi Maldición (2013) como Narcomenudista
- Banged Up Abroad (2016) como Federal Officer
- El César (2017)
- Enemigo íntimo (2020)
- Hernán (2020)[4][5]
- Un día para vivir (2021) como Alonso.
- Toda la sangre (2022) como Yolotl.
- Rosario Tijeras (2025) como Chesco[6]